# دزدی دریایی در خلیج فارس

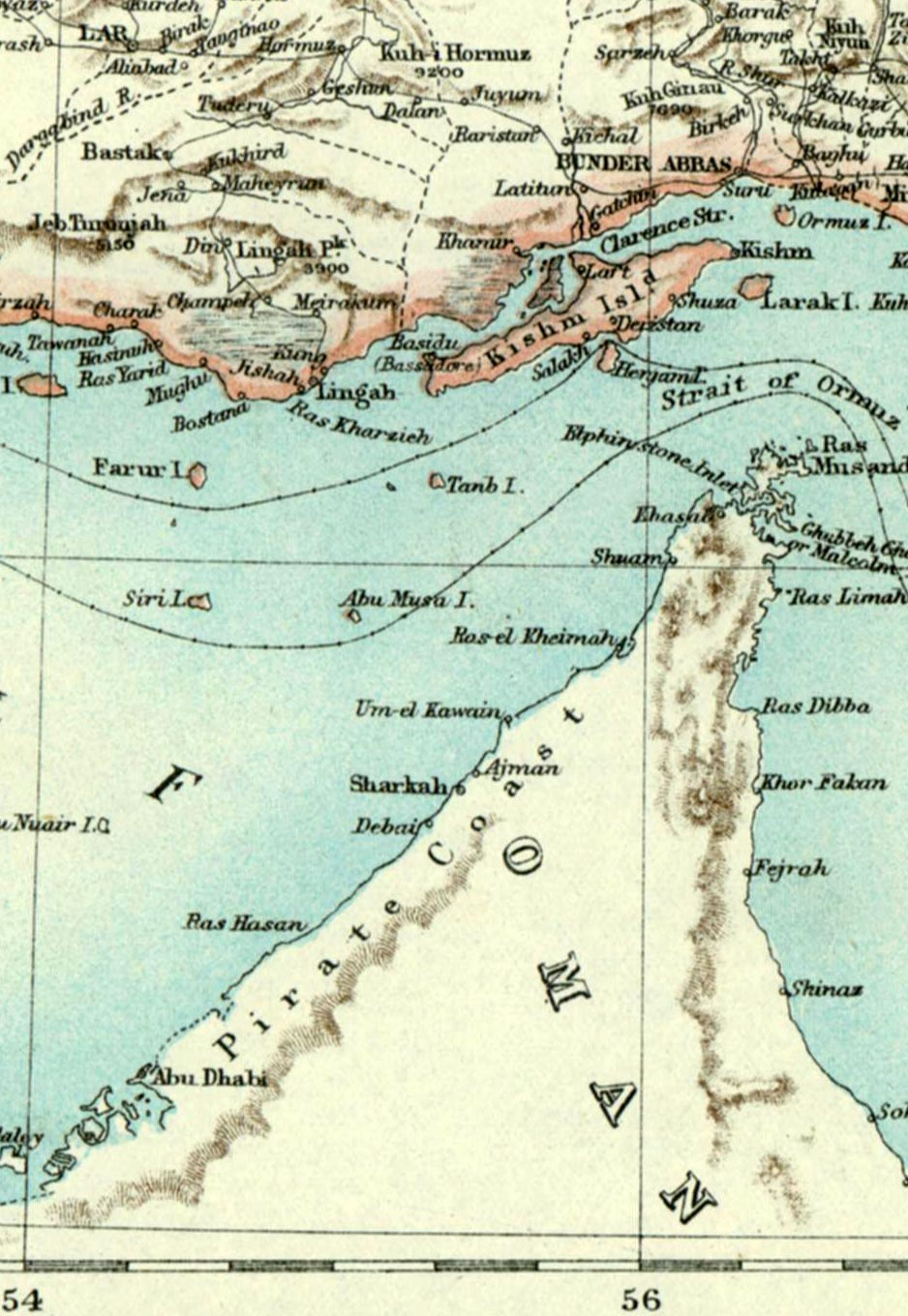
نقشه ۱۸۹۲ عربستان که نشان‌دهنده ساحل دزدان دریایی است. این اصطلاح برای اولین بار توسط انگلیسی‌ها در حدود سده هفدهم استفاده شد و نام خود را از حمله‌هایی که قواسم علیه بازرگانان بریتانیایی انجام می‌دادند، به دست آورد. اتهام دزدی دریایی به ویژه توسط مورخان و آرشیوداران در امارات متحده عربی مورد مناقشه قرار گرفته‌است. یک استدلال متقابل ارائه شده‌است و آن این است که گزارش‌های حملات دزدان دریایی قواسم توسط شرکت هند شرقی اغراق‌آمیز شده‌است تا زمینه‌ای برای آن‌ها فراهم شود تا تجارت بدون مالیات میان کشورهای عربی و هند را متوقف کنند.

دزدی دریایی در خلیج فارس، جنگ دریایی را توصیف می‌کند که تا قرن نوزدهم میان اعراب دریانورد در عربستان شرقی (منطقه بحرین) و امپراتوری بریتانیا در خلیج فارس رخ داد. این به عنوان یکی از تهدیدهای اصلی برای مسیرهای تجارت دریایی جهانی، به ویژه آن‌هایی که برای هند بریتانیا و عراق اهمیت داشتند، تلقی می‌شد. بسیاری از نمونه‌های برجستع تاریخی این حملات توسط قبیله القاسمی انجام شد. این امر منجر به لشکرکشی بریتانیا به خلیج فارس در سال ۱۸۰۹ شد که توسط نیروی دریایی سلطنتی برای بمباران راس الخیمه، لنگه و سایر بنادر قواسم آغاز شد. حاکم فعلی شارجه، سلطان بن محمد القاسمی در کتاب خود اسطوره دزدی دریایی در خلیج استدلال می‌کند که ادعاهای دزدی دریایی توسط کمپانی هند شرقی برای قطع راه‌های تجاری بدون مالیات میان خاورمیانه و هند اغراق شده‌است.
فعالیت‌های دزدی دریایی در خلیج فارس از اواخر سده ۱۸ تا اواسط سده ۱۹، به ویژه در منطقه معروف به ساحل دزدان دریایی که از قطر امروزی تا عمان را در بر می‌گرفت رایج بود. دزدی دریایی از سال ۱۸۲۰ با امضای پیمان عمومی دریایی کاهش یافت، که در سال ۱۸۵۳ توسط آتش‌بس دریایی دائمی تثبیت شد، پس از آن ساحل دزدان دریایی توسط بریتانیایی‌ها به عنوان ساحل آشتی (امارات متحده عربی کنونی) شناخته شد.